# Tordino (schip, 1922)

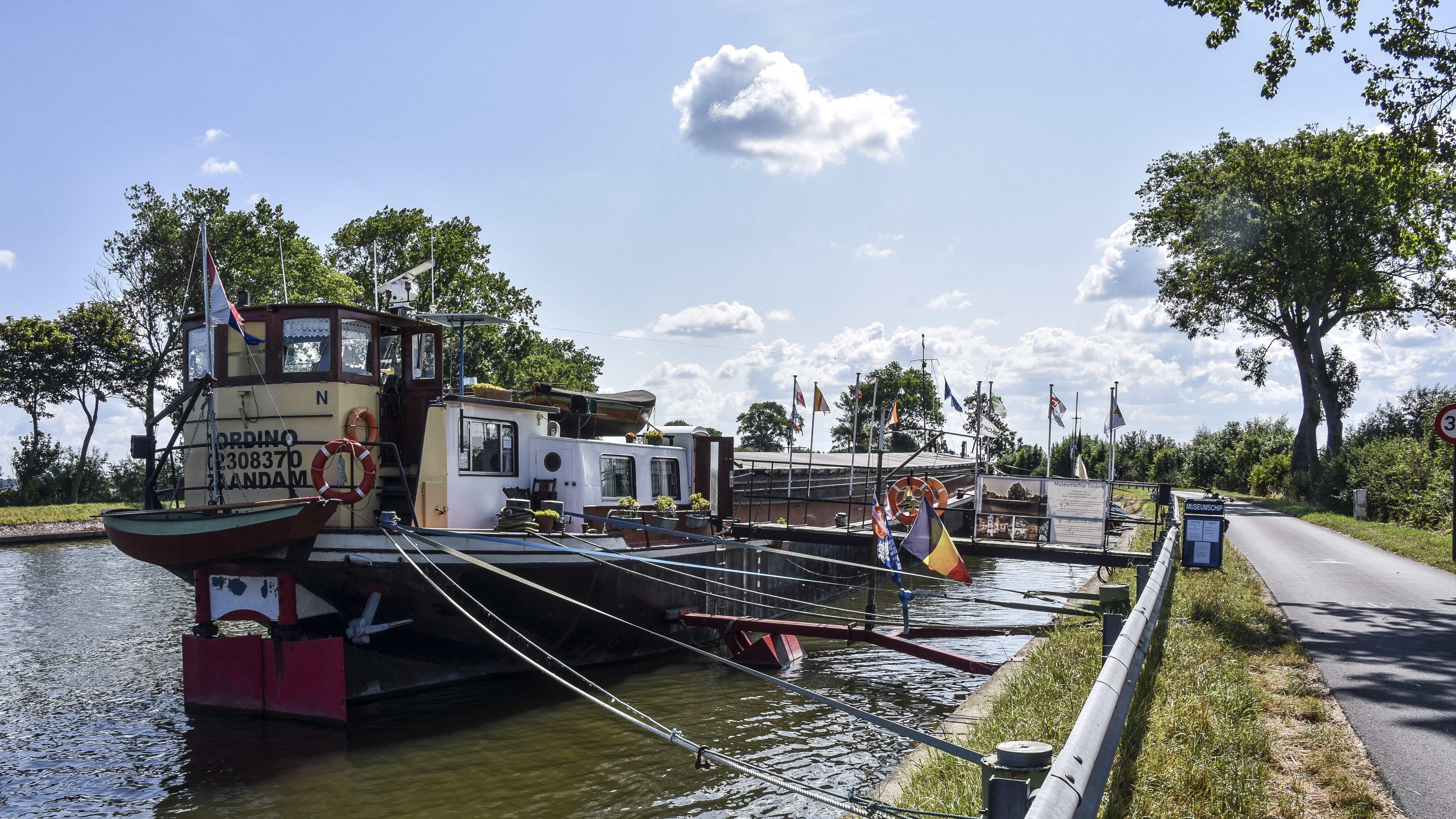
Tordino in Plassendale in juli 2023

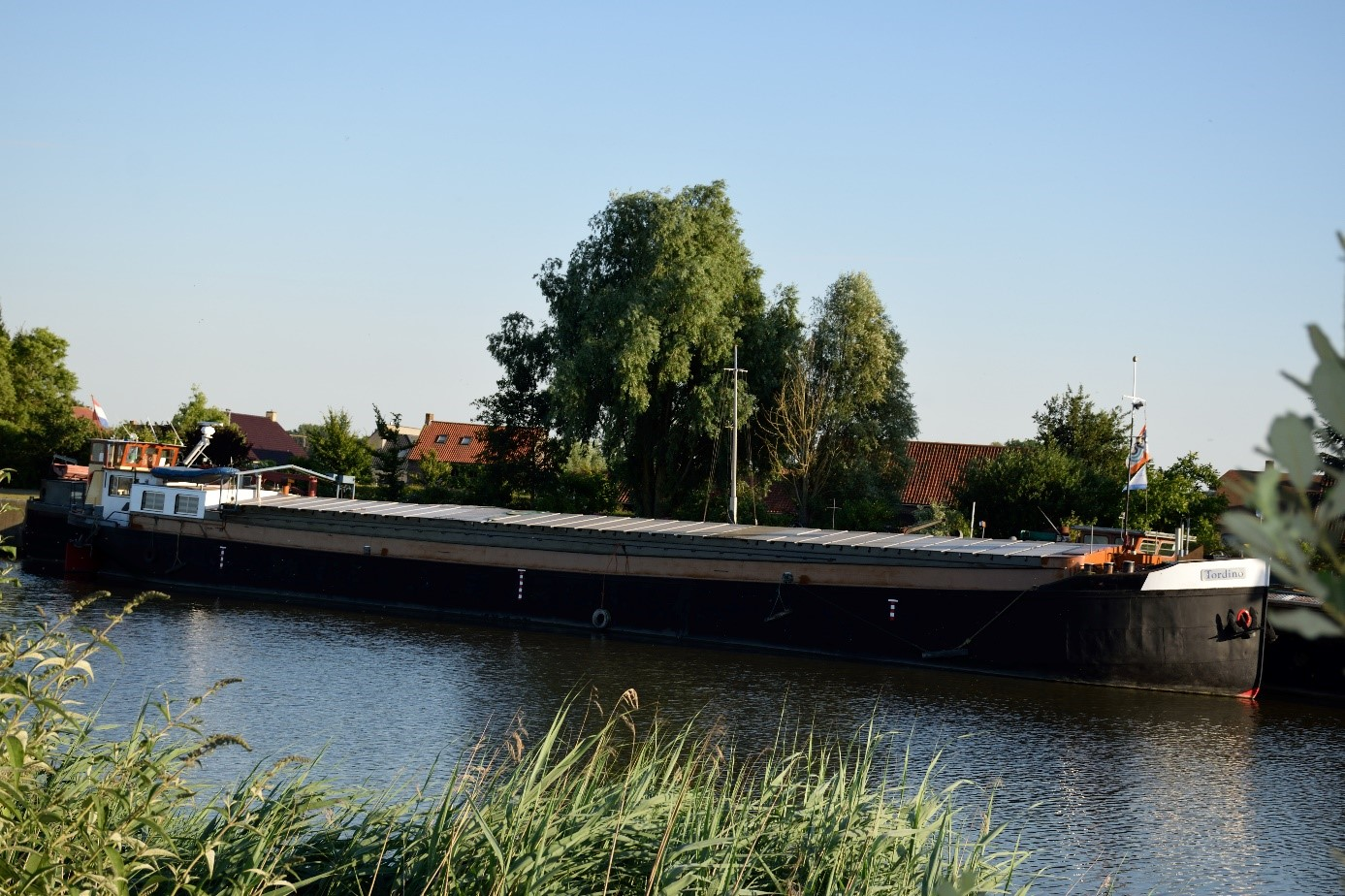
Museumschip Tordino te Beernem in 2018

De Tordino is een museumschip in Oudenburg. In het vrachtruim van het schip is een binnenvaartmuseum en documentatiecentrum gevestigd. 

## Geschiedenis

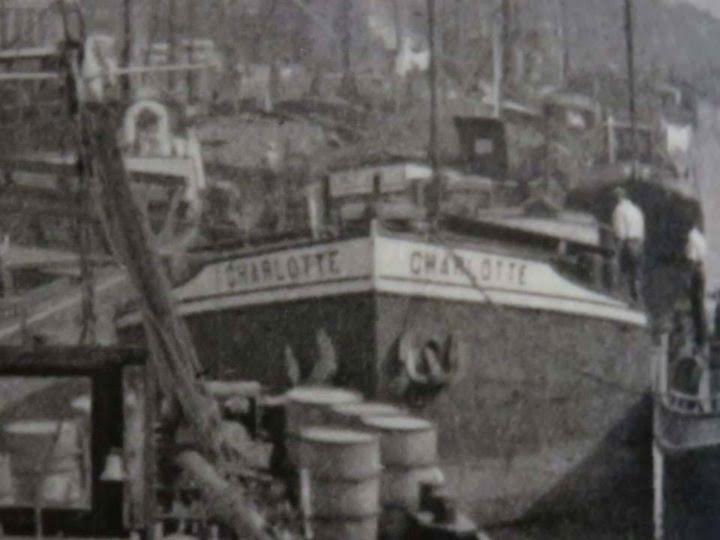
Museumschip Tordino als Charlotte in Rotterdam in 1940

De Tordino werd in 1922 gebouwd als sleepschip, in opdracht van de Vereenigde Brandstoffenhandel NV uit Rotterdam bij de Scheepswerf Van Aken en Blokland te Hardinxveld. Deze werf was gespecialiseerd in het bouwen van baggermateriaal. Het schip werd Charlotte gedoopt.
De Charlotte werd In 1968 verkocht door makelaar en bevrachter G.P.E. Vos uit Rotterdam aan Thomas Bultje uit Schiedam. De nieuwe eigenaar herdoopte het schip in Riatho en liet er een nieuwe stuurhut op bouwen.
In de eerste jaren werd het schip voornamelijk ingezet voor vletwerk in de haven van Rotterdam. Pas later deed de schipper er grotere reizen mee. In 1970 stapt schipper Bultje over naar de Nomade, het schip van zijn schoonvader. De Riatho wordt verkocht aan Harm Drenth uit Hoogeveen en krijgt (weer) een nieuwe naam; Quo Vadis, wat 'waar gaat gij heen betekent?'.
Voordien heeft Harm Drenth gevaren met een tjalk met dezelfde naam, doch dit schip werd te klein door de gezinsuitbreiding en de toekomstmogelijkheden in de vrachtvaart. De Quo Vadis werd omgebouwd tot een motorschip. De Kromhout motor van de tjalk verhuisde mee. Door de grootte van de motor werd de roef noodgedwongen verhoogd en kreeg het schip een andere stuurhut. De werken werden op scheepswerf Boterman te Zwolle uitgevoerd. Niet lang daarna, in 1975 werd het schip uitgerust met een andere motor, een Scania Vabis van 285 pk.
In 1978 werd de Quo Vadis verkocht aan A.J. Janssen uit Almelo en herdoopt in Bianca. Behalve een nieuwe motor in 1992, de huidige Volvo Penta TAMD122, kreeg het schip een nieuwe generator, autokraan, boegschroef en een verhoogde den met aluminium luiken. Men moderniseerde ook grotendeels de roef, die voorzien werd van een centrale verwarming.
De Bianca werd in 2010 verkocht aan Rubicon uit Capelle a/d IJssel en verwierf zijn huidige naam: Tordino. Drie jaar later werd het schip door verkocht aan J. Balvert uit Woerden die ermee bleef varen tot aan zijn pensioen.
Op 30 september 2016 maakte het schip haar laatste reis en werd ze opgelegd in Nieuwegein. Het schip werd eerst verkocht met de intentie om er een woonschip van te maken, doch korte tijd later nam Frederic Logghe het schip over om het om te vormen tot een drijvend museumschip.

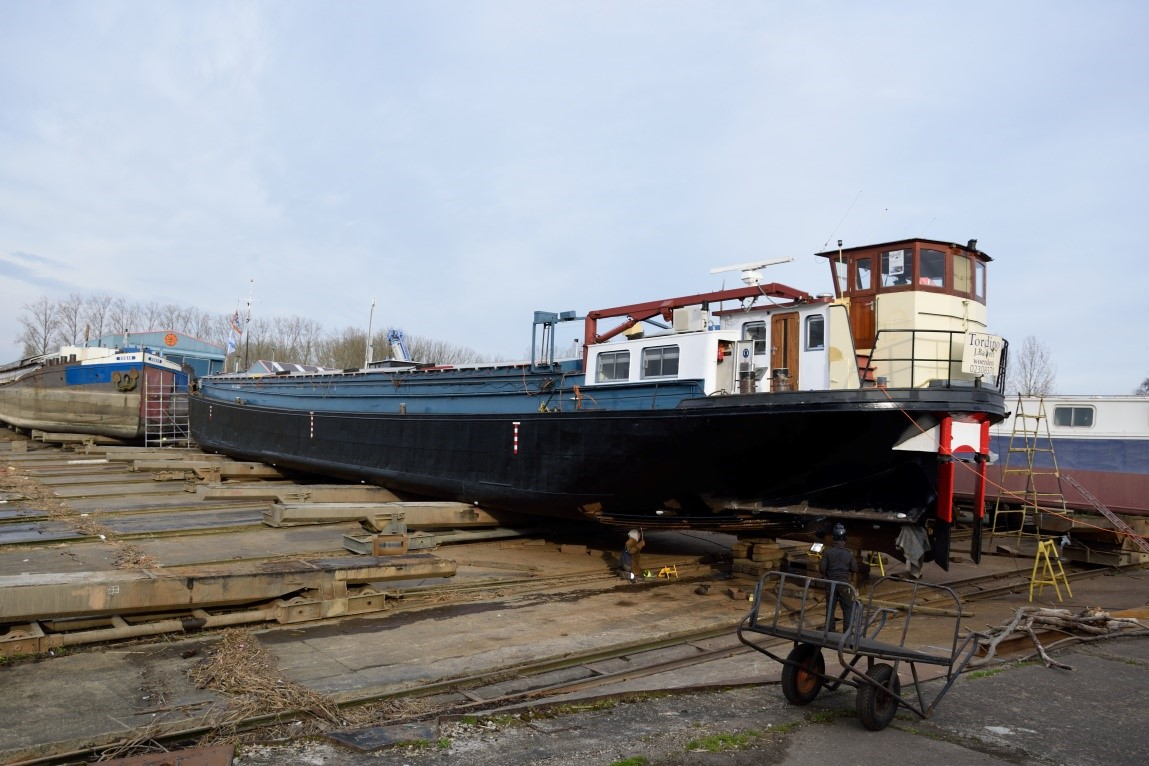
Museumschip Tordino op de werf in Rupelmonde in april 2018

| Jaartal | Scheepsnaam         | Eigenaar                         |
| ------- | ------------------- | -------------------------------- |
| 1922    | Charlotte           | Vereenigde Brandstoffenhandel NV |
| 1968    | Riatho              | Thomas Bultje                    |
| 1970    | Quo Vadis           | Harm Drenth                      |
| 1978    | Bianca              | A.J. Janssen                     |
| 2010    | Tordino             | Rubicon                          |
| 2013    | Tordino             | J. Balvert                       |
| 2016    | Museumschip Tordino | Frederic Logghe                  |

## Ombouw tot museumschip
Begin januari 2017 zijn de werken gestart om het vrachtruim om te bouwen tot museum- en tentoonstellingsruimte. De eerst constructie was een zaal, die dienst doet als bibliotheek – leeszaal. Momenteel (begin augustus 2018) zijn er reeds meer dan zeshonderd boeken, kaarten, en overige documenten aanwezig. Ook het archief van enkele schippers wordt er bewaard.
Het eerste deel van het vrachtruim werd, net als de bibliotheek goed geïsoleerd zodat de maquettes, schilderijen, vitrinetafels en waardevolle objecten op een goede manier tentoongesteld kunnen worden. In deze ruimte komen de verschillende facetten van de binnenvaart aan bod: Scheepswerven, Houten walen, zeilende vrachtschepen, binnenvaartvisserij en het slepen over water.
Een oude schipperswoning uit de jaren 1920, afkomstig van de spits Henado, maakt de splitsing met het volgende deel van het ruim. De schipperswoning geeft een beeld van hoe men vroeger woonde aan boord van een kleiner binnenschip. De woonkamer is nu eveneens ingericht als cinemazaal waar oude films over de binnenvaart geprojecteerd worden. Het midden van het ruim bevat een stuurhut, reddingssloep, gereedschap en gebruiksvoorwerpen uit de binnenvaart. Ook oude scheepsluiken, stuurwielen, etc... zijn er te bewonderen. Bij de meeste objecten en gereedschap wordt aan de hand van foto's hun functie en hun nut aangetoond.

## Toekomst
Nu het schip binnen af is wordt er gestreefd om de buitenkant terug te brengen naar de toestand zoals het schip in de jaren 70 voer. Zo is in juni 2018 het schip al voor een groot stuk opnieuw geschilderd, met een keuze van traditionele kleuren.

## Deelname Open Monumentendag 2017
In september 2017 werd een gedeelte van het ruim ingericht voor een tentoonstelling over de geschiedenis van het Kanaal Gent-Oostende, dit in samenwerking met de Heemkring en de Gemeente Beernem. Deze tentoonstelling was een groot succes, tijdens de Open Monumentendag op 10 september werden er ruim 670 bezoekers geteld. De reacties van de bezoekers waren over het algemeen zeer positief. De oudere generatie herkent veel gereedschap en voorwerpen van vroeger, de jongere generatie leert ze kennen.

## Locatie en bezoeken
Het schip ligt aangemeerd in Oudenburg aan de sluis van Plassendale, waar het Kanaal Plassendale-Nieuwpoort overgaat in het Kanaal Gent Oostende. Het museum is te bezoeken:  
- 1 april– 30 juni: elke zaterdag en zondag van de maand van 11u tot 17u
- 1 juli– 31 augustus: elke woensdag, donderdag, vrijdag, zaterdag en zondag van 11u tot 17u
- 1 september – 30 oktober: elke zaterdag en zondag van 11u tot 17u

## Het project
Het project Museumschip Tordino, dat zonder enige vorm van subsidie werkt, wil enerzijds aan de bezoekers een permanente tentoonstelling over de binnenvaart aanbieden, maar anderzijds ook een collectie aanleggen van alles wat met de binnenvaart te maken heeft, van oude documenten, foto's, vrachtbrieven, keuringen tot de tradities en gewoontes.
Nu gaat er ook veel tijd in het archiveren en digitaliseren, het opknappen van de objecten en het opzoeken van informatie hierover. In de loop der tijd hebben veel schippers geriefmateriaal, gereedschap, documenten e.d. weggegooid. Ook zijn er veel schepen gesloopt. Daarom probeert Logghe aan de hand van foto's en scheepsbezoeken nog zoveel mogelijk informatie vast te leggen voor de volgende generatie. Momenteel wordt er gewerkt aan een digitale beeldbank waarin alle beschikbare informatie opgenomen zal zijn. Deze beeldbank zal ook een onderdeel vormen van het museum en raadpleegbaar zijn.

## Galerij

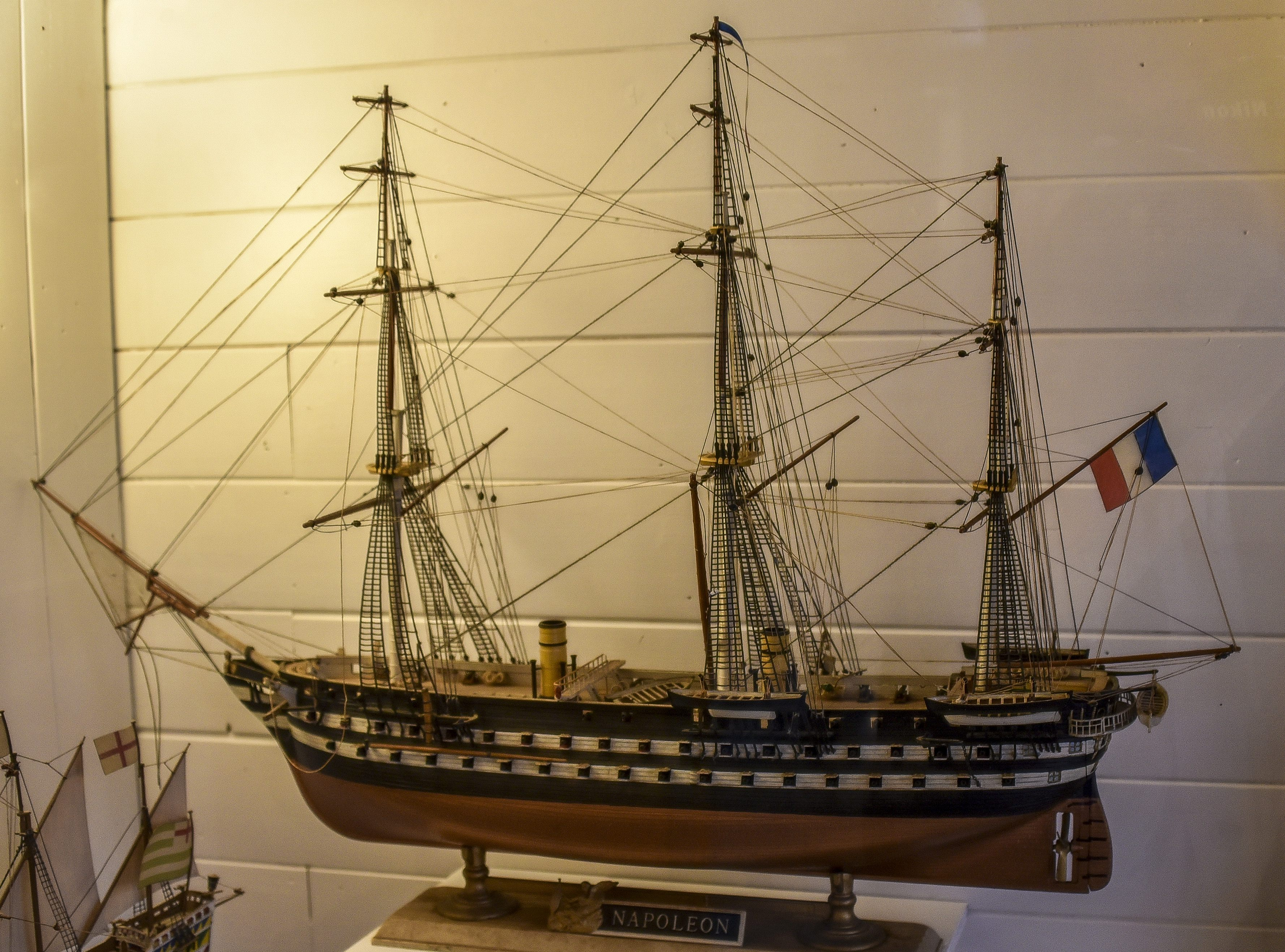
Model van Le Napoléon uit 1847
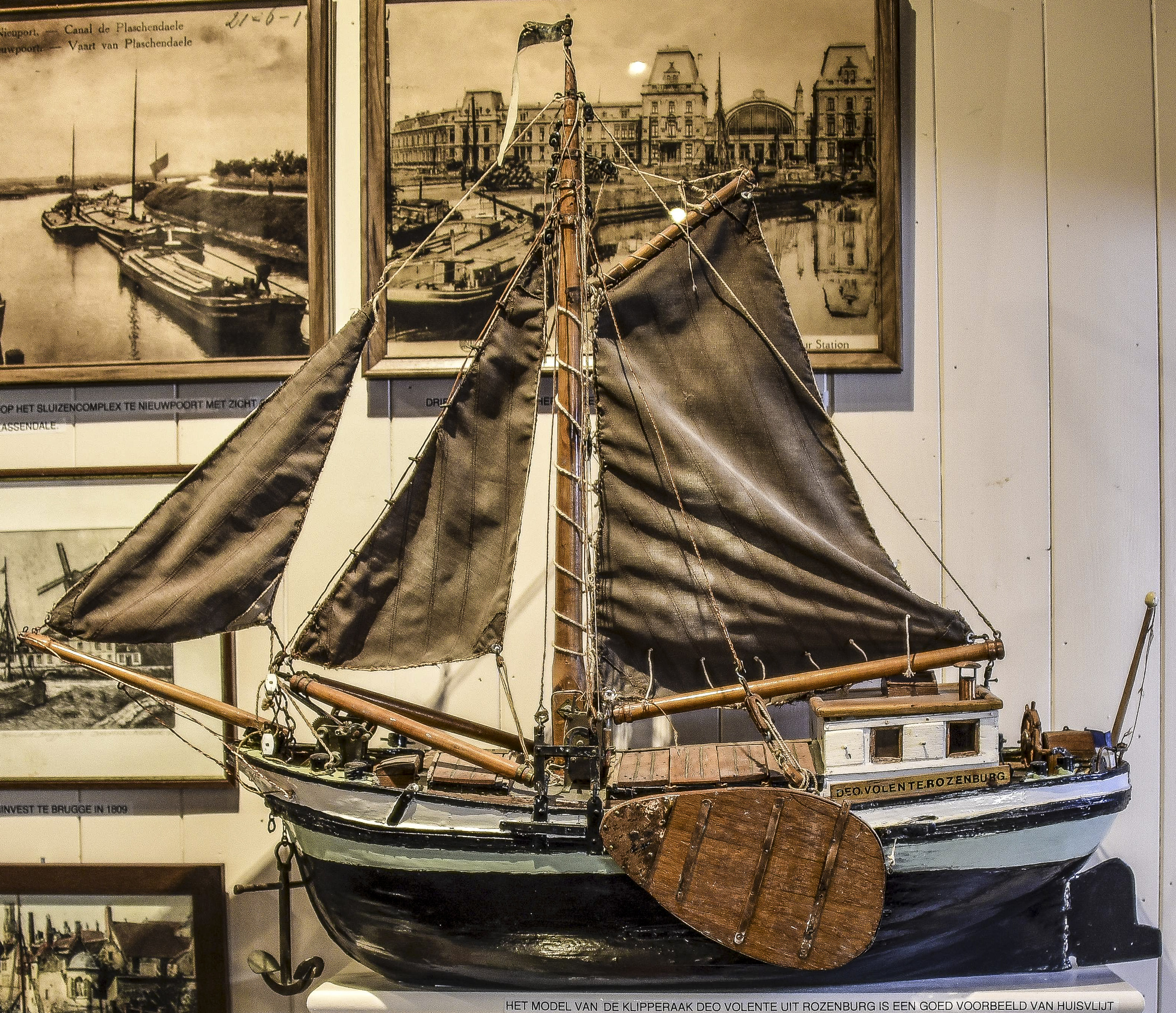
Model van klipperaak Deo Volente
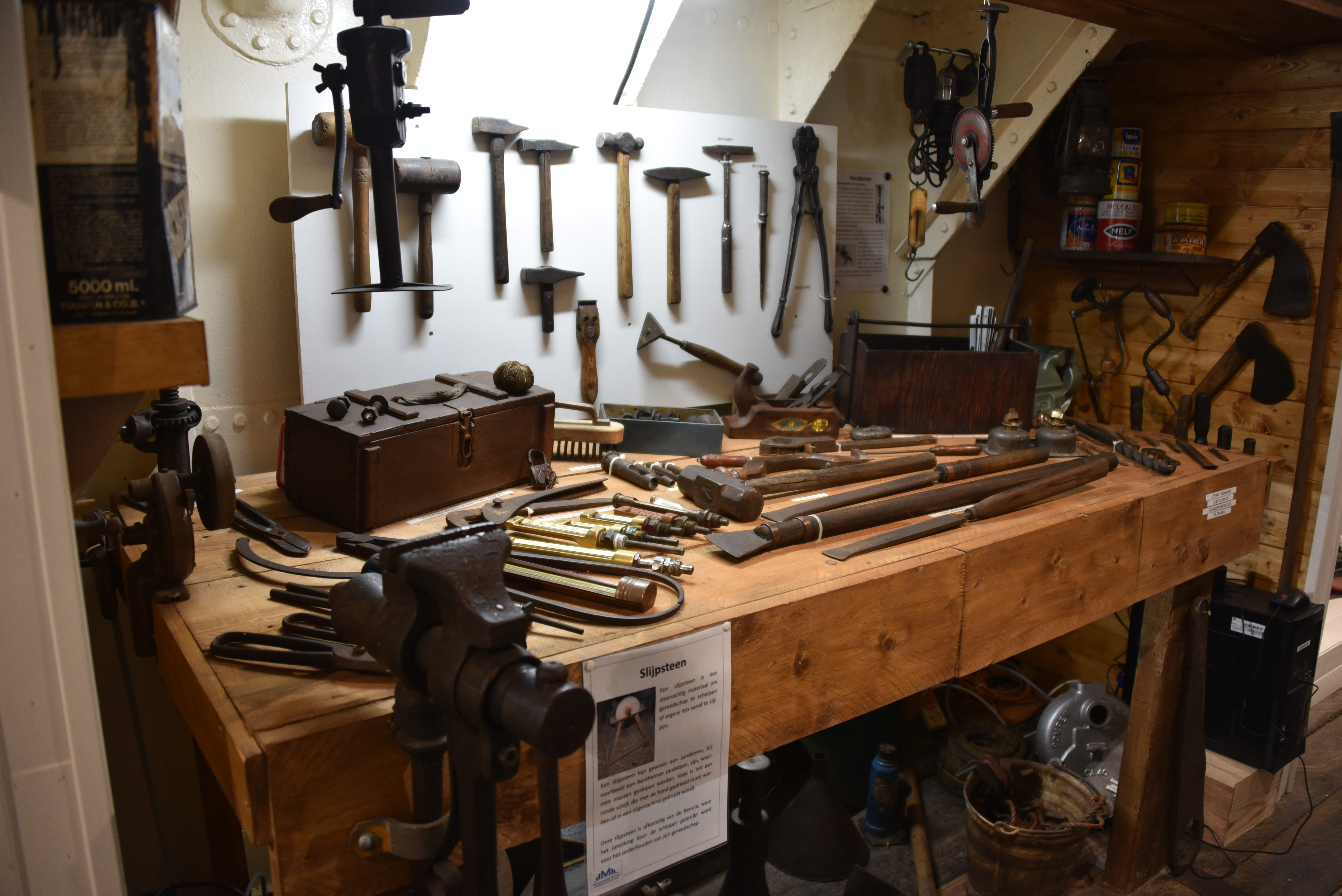
Atelier van een scheepstimmerman
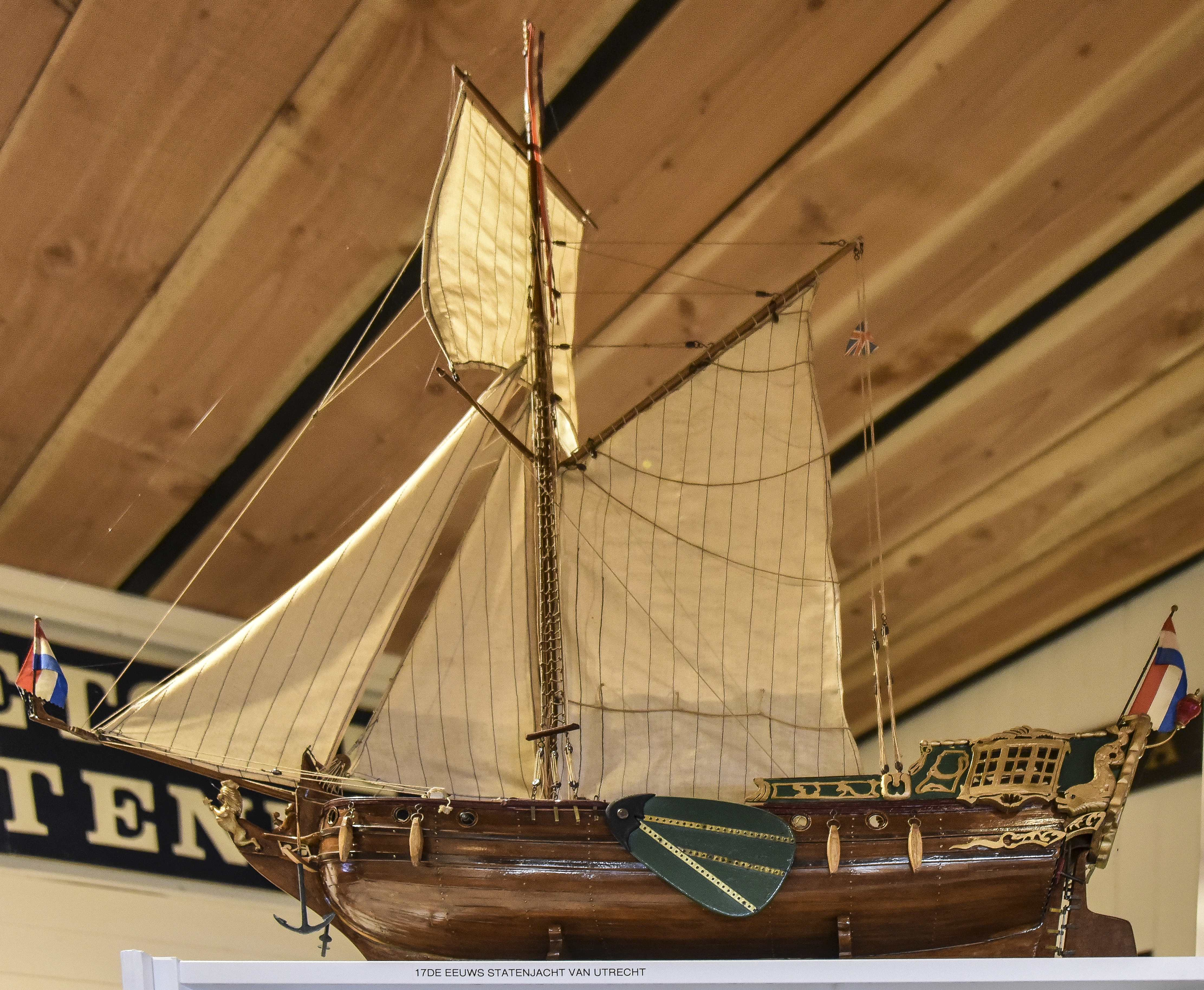
Model van een 17e-eeuws statenjacht van Utrecht
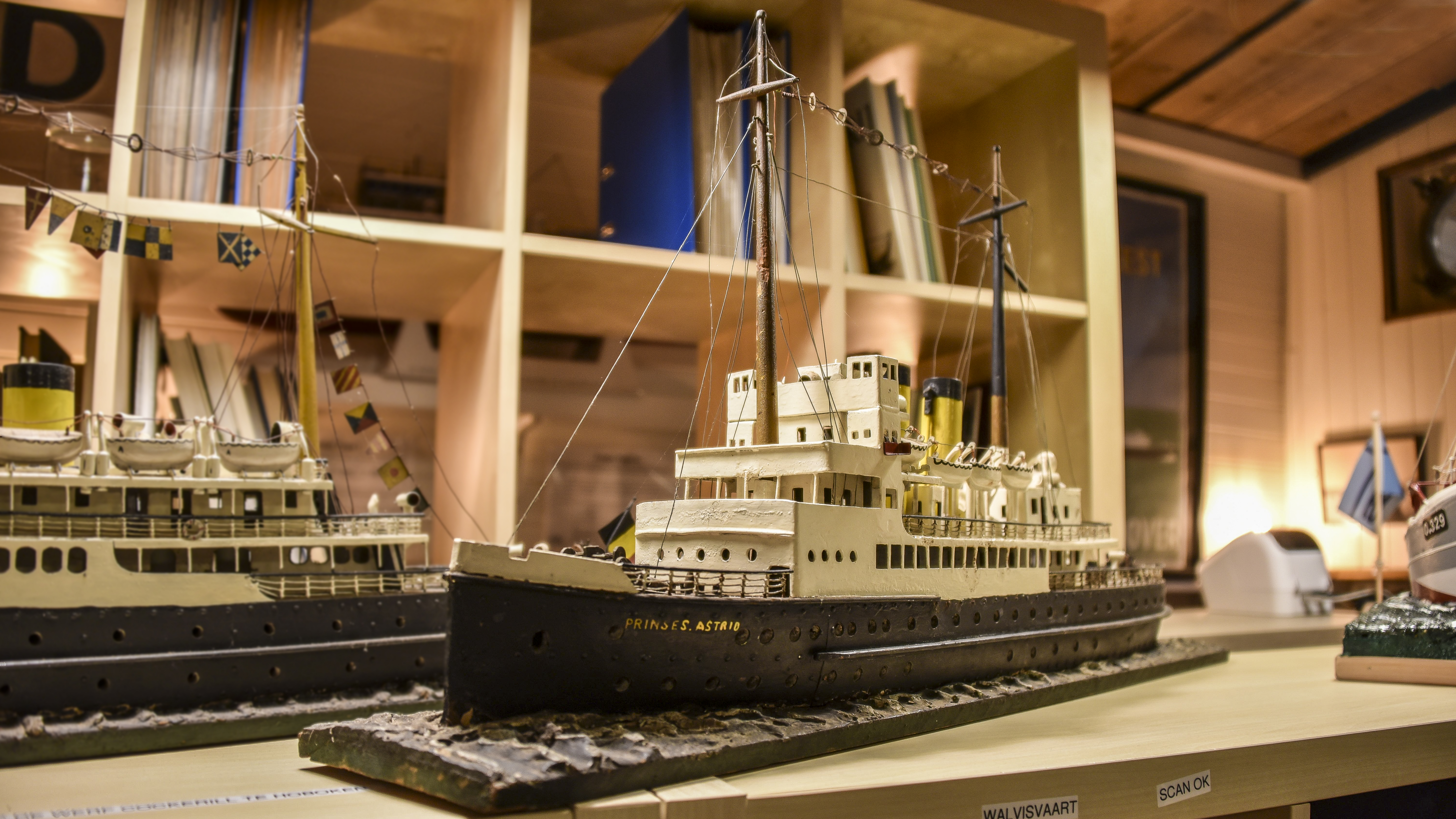
De Prinses Astrid uit 1930, een mailboot op de Oostende-Doverlijn